# Grietjens Gericht

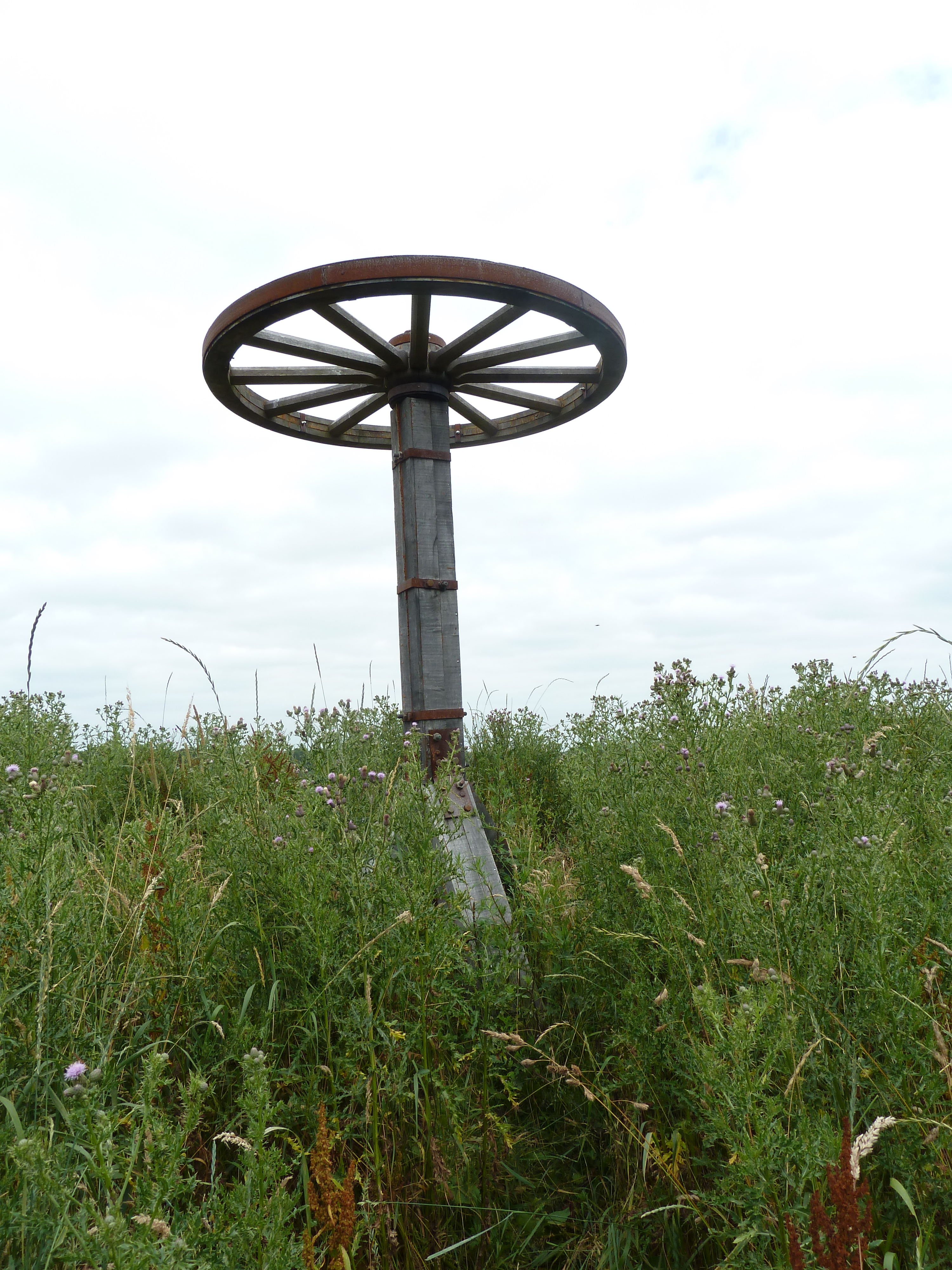
Het rad

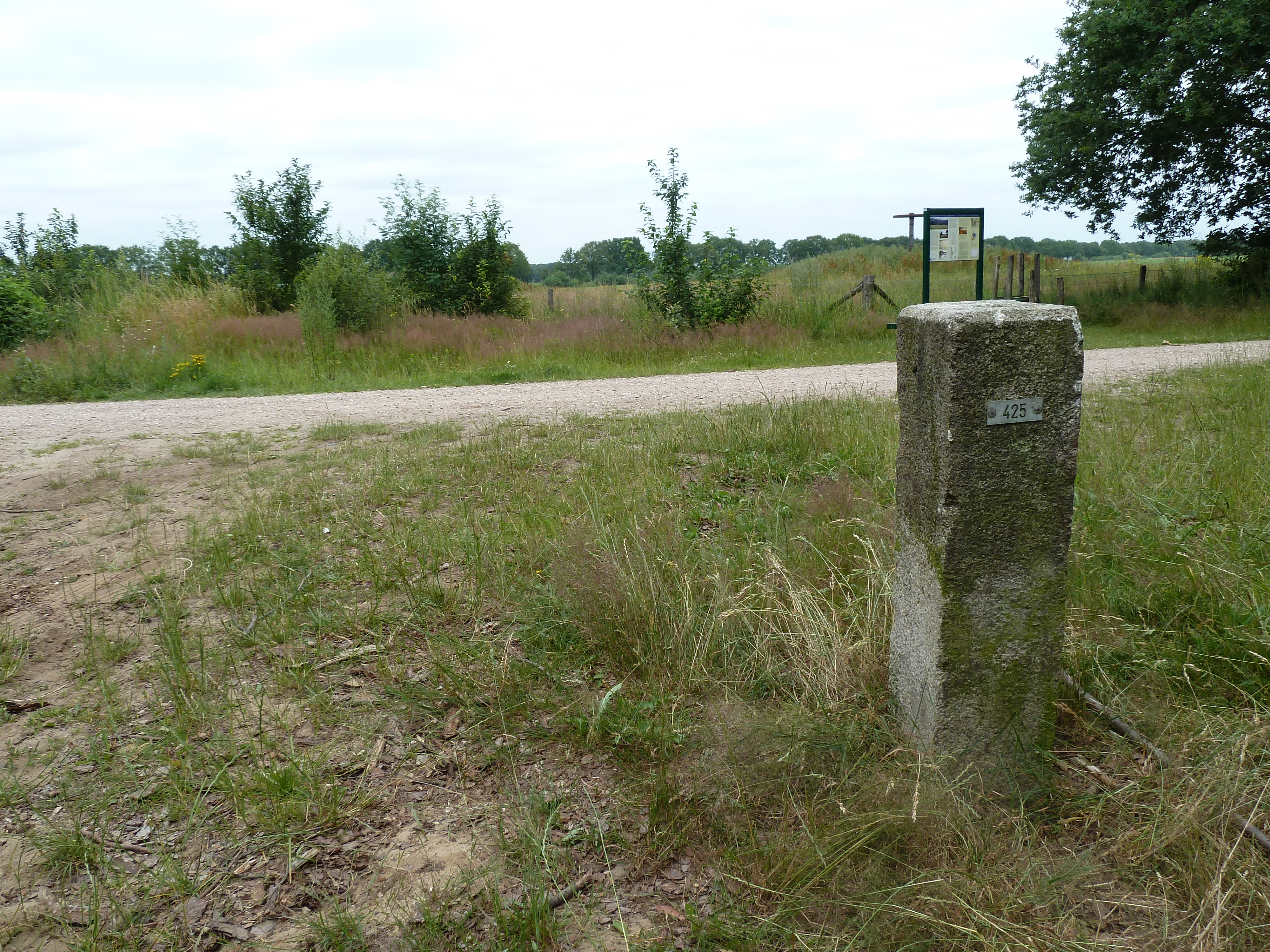
Grenspaal op verdwenen grafheuvel

Grietjens Gericht of Grietjensgericht (dialect: Greetjes Gerich) ligt in de gemeente Beesel in de Nederlandse provincie Limburg, met delen ervan in de gemeente Roermond en Duitsland. Het ligt aan de voet van een steilrand die een kilometer zuidelijker eindigt met de Bosberg en het Swalmdal. Het Grietjens Gericht is een gerechtsplaats (galgenveld) bovenop grafheuvels waar ooit een Romeinse weg langs liep.

## Grafheuvels
Circa 2500 v.Chr. werden hier op deze locatie minstens drie grafheuvels aangelegd door mensen van de standvoetbekercultuur. De doden werden in die tijd in een rechthoekige of ovale kuil begraven die soms voorzien was van een houten bekisting en meestal oost-west georiënteerd was.
In 1936 werden de grafheuvels archeologisch onderzocht door dr. F.C. Bursch die conservator was aan het Rijksmuseum van Oudheden. In twee van de grafheuvels werden toen vuurstenen messen en vier bekers van aardewerk met touwafdruk opgegraven. De derde heuvel was te zwaar beschadigd.

## Galg
De galg van Beesel stond net als vele galgen in die tijd aan de gemeentegrens langs een weg om zowel de eigen inwoners als vooral ook passanten af te schrikken om een misdaad te begaan. De galg stond toen op een van de drie grafheuvels (de zwaar beschadigde) en moest voor de dode een extra straf zijn doordat deze in ongewijde grond begraven werd en gekweld zou worden door wezens die in en rond grafheuvels zouden rondspoken.
In 1651 werd op deze plaats dienstmeid Grietje onthoofd en vastgezet op een paal als afschrikkend voorbeeld. De dienstmeid was in dienst bij de secretaris van de schepenbanken in het Ambt Montfort, Peter Quiten, woonachtig in Beesel. Zij was door een dienstknecht verkracht en haar pasgeboren kind is door verstikking om het leven gekomen. Ze ontkende eerst maar gaf een bekentenis toen ze op de pijnbank lag. Ze had het kind in paniek, na zelf een tijd lang ziek in bed te hebben gelegen en het kind geboren was toen ze alleen thuis was, te stevig ingepakt met doeken waardoor het gestikt zou zijn. Het gerecht achtte haar schuldig en ze werd vervoerd naar de gerechtsplaats om hier haar doodstraf te ondergaan.

## Tweede Wereldoorlog
In 1944 werd er hier een machinegeweerbunker aangelegd als onderdeel van de Maas-Rurstellung.
In de jaren 1960 werd de bunker opgeruimd en werd het terrein geëgaliseerd.

## Restauratie
In 2010 werden de drie grafheuvels gerestaureerd. Op de top van een van de heuvels werd er een nieuw rad geplaatst.

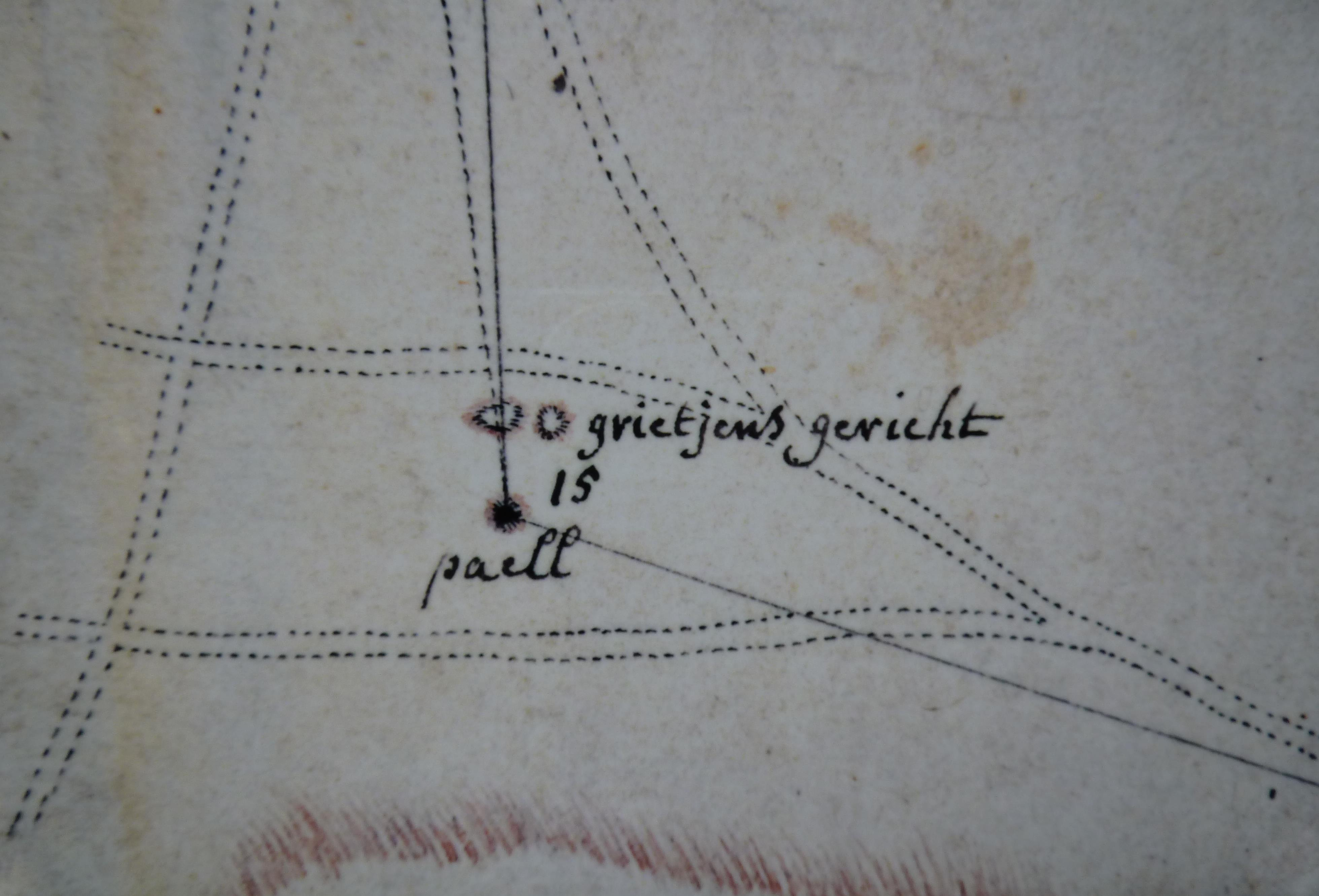
Kaartfragment uit 1781 (Smabers)